# 黑蒴
黑蒴（学名：Alectra avensis）为列当科黑蒴属下的一个种。分布于不丹、印度、印度尼西亚、缅甸、菲律宾、台湾，以及中国大陆的广东、广西、西藏和云南。